# Лои Тайленг
Лои Тайленг (шан. လွႆတႆးလႅင်း; бирм. လွယ်တိုင်းလျှံ; тайск. ดอยไตแลง) — город в Мьянме, является фактической столицей непризнанного Государства Шан.

## Этимология
Название города происходит от шаньских слов «лои», что означает гора; «тай», что означает народ шан; и «ленг», что означает свет. Таким образом, название города можно интерпретировать как «гора, где сияют шаны».

## История
В ходе Гражданской войны в Бирме Лои Тайленг стали фактической столицей Государства Шан.

## Население
В основном в городе проживают шаны. Население города неизвестно.

## География
Город находится на границе с Таиландом.